# Triphenylphosphanoxid
Triphenylphosphanoxid, veraltet Triphenylphosphinoxid, ist eine organische Phosphorverbindung. Sie besteht aus einem Phosphoratom, an das drei Phenylreste und ein oxidischer Sauerstoff gebunden sind.

## Herstellung
In der organischen Chemie entsteht Triphenylphosphanoxid in stöchiometrischen Mengen als unvermeidliches „Abfallprodukt“ bei der Wittig-Reaktion, wenn man eine Carbonylverbindung – Aldehyd oder Keton – mit einem Phosphorylid umsetzt, an dessen Phosphoratom drei Phenylgruppen gebunden sind. Es entsteht oft auch als Nebenprodukt in anderen Reaktionen, in denen Triphenylphosphan oder Derivate dessen zum Einsatz kommen, wie beispielsweise in der Appel-Reaktion, der Staudinger-Reaktion oder der Mitsunobu-Reaktion.
Es kann durch Oxidation von Triphenylphosphan mit Sauerstoff hergestellt werden, weshalb auch Triphenylphosphan nach längerem Stehen immer einen Teil Triphenylphosphanoxid enthält.
{\displaystyle \mathrm {2\ PPh_{3}\ +\ O_{2}\longrightarrow 2\ Ph_{3}P{=}O} }

## Eigenschaften
Triphenylphosphanoxid ist ein farbloser Feststoff, der bei 155–158 °C schmilzt. Es ist schlecht löslich in Wasser, Cyclohexan, Tetrachlorkohlenstoff und Acetonitril. Gut löslich ist es hingegen in Dichlormethan, Chloroform und kurzkettigen Alkoholen wie Methanol, Ethanol und 1-Propanol.
Das zentrale Phosphoratom ist tetraedrisch koordiniert. In der energetisch günstigsten Konformation liegen die Phenylreste gegeneinander verdrillt vor.
Triphenylphosphanoxid ist ein guter Ligand für harte Metallzentren.
Die Verbindung zersetzt sich bei höheren Temperaturen. Als Zersetzungstemperatur mit dem Kriterium einer Zersetzungsgeschwindigkeit von 1 mol%·h−1 werden 454 °C angegeben.
Auch beim Erschnüffeln von Datenträgern (Speicherchips etc.) durch Spürhunde spielt Triphenylphosphanoxid eine Rolle.